# Búkefalos

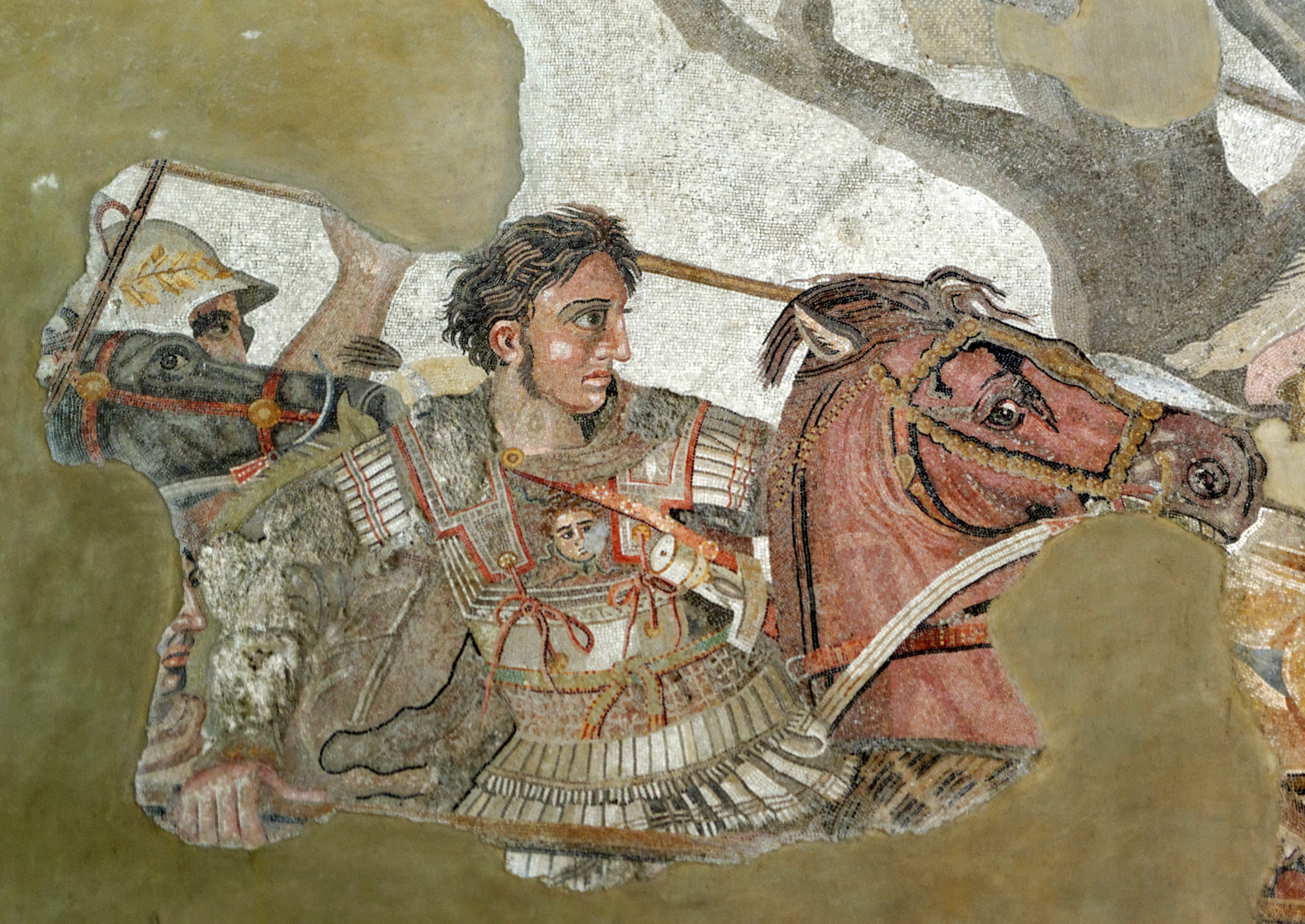
Alexandr Veliký na Búkefalovi v bitvě u Issu proti Dareiovi III.

Búkefalos (starořecky Βουκέφαλος, složeno ze slov βούς, bous – vůl a κεφαλή, kefalé – hlava; 355 př. n. l. – červen, 326 př. n. l.; v latinizované podobě Bucephalus) byl kůň Alexandra Velikého a vedle Pegasa a dřevěného Trójského koně nejslavnější kůň z období klasické antiky. Podle starověkých autorů (Plútarchův Život Alexandrův a Anabasis Alexandri Arriana z Nikomedie) Búkefalos pošel po bitvě u Hydaspes, v dnešním Pákistánu, roku 326 před naším letopočtem a je pohřben v Džalalpur Šarif. Na počest svého padlého koně dal Alexandr založit město Búkefala, dnešní pákistánské město Dželum. Búkefalos je často využíván v antických a středověkých (filosofických apod.) textech jako generický příklad individuálního koně, podobně jako Sókratés slouží za generický příklad individuálního člověka.